# Accords de Lucques
 (février 2018).
Si vous disposez d'ouvrages ou d'articles de référence ou si vous connaissez des sites web de qualité traitant du thème abordé ici, merci de compléter l'article en donnant les références utiles à sa vérifiabilité et en les liant à la section « Notes et références ».
Pacte conclu vers le 15 avril 56 a. C. n. entre les triumvirs Crassus, Pompée, César. Ils se répartissent géographiquement l'empire. Cet accord signe de facto la défaite du parti aristocratique (les Optimates). Cet accord durera jusqu'à ce que César déclenche la guerre civile en janvier 49 (lors du passage du Rubicon).

## Origine et situation politique en 56
Le premier triumvirat, accord privé, est conclu en 60. César obtient le consulat pour 59 puis le proconsulat sur les Gaules, ce qui lui permettra de conquérir la Gaule chevelue.
Cet accord n’empêche pas les rivalités. Rome est secouée de nombreux troubles fomentés par les hommes de paille de Pompée et César, respectivement Milon et Clodius.
Le parti aristocratique (les Optimates) en profite pour se redresser. Au début de 56, certaines de ses manœuvres deviennent dangereuses pour les deux triumvirs:
- Pompée voulait être chargé de rétablir le roi Ptolémée XII Aulète chassé du trône d'Égypte par sa sœur. Les Optimates parviennent à l'écarter[1];
- des manœuvres se déroulent au Sénat pour décharger César de son commandement en Gaule[2];
- en décembre 57, on remet en question la loi de César de 59 lotissant ses vétérans en Campanie. La proposition revient à la séance du 5 avril 56[3] et mise aux votes pour le 15 mai, sous l'impulsion de Cicéron.

De plus, la pression que mettent Clodius et ses bandes sur Pompée et ses partisans rend ce dernier de plus en plus impopulaire et l'oblige à rester sur ses gardes.

## L'accord

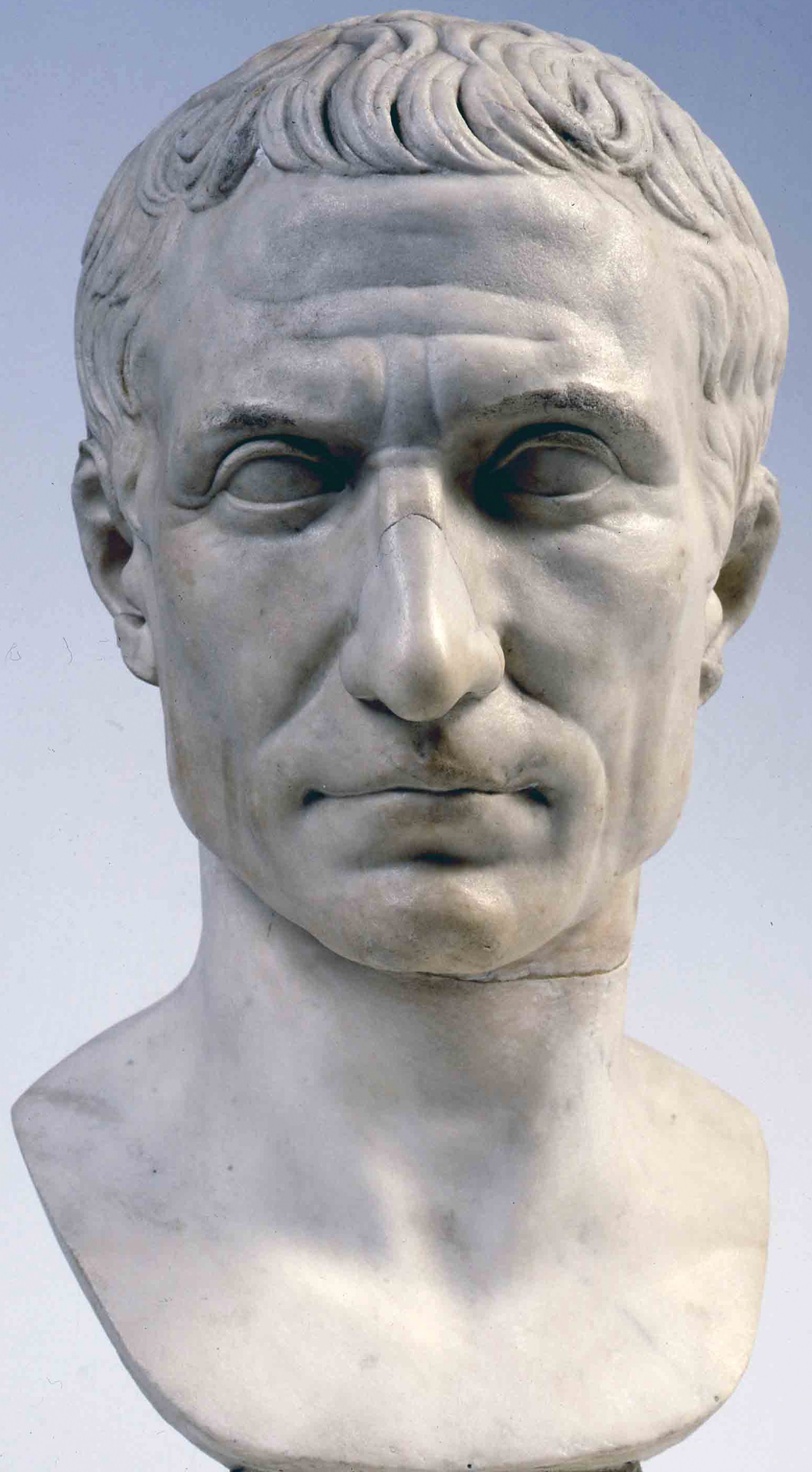
Portrait de Gauis Iulius Caesar (Musée du Vatican).

Devant la menace, les triumvirs se réunissent à Lucques, en Gaule cisalpine. Ils se mettent d'accord sur une ferme reprise en main de l'État.
César verra son proconsulat prolongé de 5 ans. Crassus et Pompée se voient attribuer le consulat pour l'année 55 avec pour mission de mettre au pas le Sénat. À la suite de leur charge, ils se verront dotés de proconsulats prestigieux à forte composante militaire : à Crassus la Syrie et une expédition contre les Parthes, à Pompée l'Espagne et sa pacification.

## Les suites
Le parti des Optimates éclate devant ce coup de force. Nombre de magistrats et de sénateurs se rendent à Lucques pour faire allégeance à l'un ou l'autre des triumvirs.
À Rome, Clodius voit son pouvoir renforcé (il devient le porte-parole des triumvirs) mais en même temps rogné : les triumvirs le contrôlent de près et, en particulier, ses attaques violentes contre le parti de Pompée sont désormais hors de propos. Cicéron doit se taire.
La disparition de Crassus en 53 lors de sa campagne contre les Parthes ne remet pas en cause l'accord qui subsiste tant bien que mal entre César et Pompée. À mesure que l'on approche de la date de la fin de leur proconsulat (50 pour César, 49 pour Pompée), les tensions redeviennent vives et déboucheront sur la guerre civile lorsque César envahira l'Italie, en janvier 49.